# Außerfurth
Außerfurth ist eine Ortschaft in der Marktgemeinde Altlengbach im Bezirk St. Pölten-Land, Niederösterreich.

## Geografie
Die Ortschaft befindet sich östlich von St. Pölten in den Niederösterreichischen Voralpen und am westlichen Ende des Wienerwaldes. Zur Ortschaft zählt auch der Weiler der Reitermühle nördlich der West Autobahn. Am 1. Jänner 2024 zählte die Ortschaft 116 Einwohner.

## Geschichte
Im Jahr 1822 wurde der Ort als Dorf mit sechs Häusern genannt, das nach Altlengbach eingepfarrt war, wohin auch die Kinder eingeschult wurden. Die Herrschaft Neulengbach besaß die Ortsobrigkeit, übte die Landgerichtsbarkeit aus, besorgte die Konskription und hatte die Grundherrschaft inne. Laut Adressbuch von Österreich waren im Jahr 1938 Außerfurth ein Gastwirt, ein Holzhändler, zwei Sägewerke, ein Schmied, ein Wagner und ein Landwirt mit Ab-Hof-Verkauf ansässig.